# Фария-и-Соза, Мануэл де
Мануэ́л де Фари́я-и-Со́за (порт. Manuel de Faria e Sousa, исп. Manuel de Faria y Sousa; 18 марта 1590[…], Помбейру-де-Рибавизела — 3 июня 1649, Мадрид) — португальский историк, писатель

 и поэт эпохи Возрождения, филолог, представитель знатного и высокопоставленного рода де Соза, рыцарь ордена Христа. Около половины жизни провёл в Испании, поэтому бо́льшая часть сочинений создана на испанском языке.

## Биография и творчество
Принадлежал к старой португальской аристократии. Одного из предков, Жуана А́лвареша де Фарию, участника битвы при Алжубарроте, упоминал Фернан Лопеш. В своё время Мануэл де Фария-и-Соза завоевал славу одного из наиболее эрудированных деятелей культуры Пиренейского полуострова и пользовался большим уважением в литературных кругах.
Изучал латинский язык, логику и поэтическое искусство. С 1604 по 1614 год был секретарём епископа Порту Гонсалу де Морайша. В 1614 году удачно женился и, видимо, в счастливом браке родилось 10 детей. Затем в 1618 году покинул Португалию и перебрался в Испанию, чем объясняется причина создания трудов на кастильском языке. 
В 1628 году вместе с семьёй прибыл в Лиссабон. Супруга всегда была верным спутником в его путешествиях. В 1631 году принял предложение маркиза де Каштелу Родригу, Мануэла де Моуры Корте Реал (marquez de Castello Rodrigo, Manuel do Moura Corte Real), став его секретарём при назначении послом в Рим. Тогда же Фария-и-Соза окончательно покинул родину и никогда больше туда не возвращался. В Риме был принят наилучшим образом и удостоен аудиенции папы римского Урбана VIII, большого ценителя поэзии. Приём состоялся 14 сентября 1633 года, когда папа с восторгом воспринял поэму Фарии-и-Созы. 
Поэт вернулся в Мадрид в 1633 году и по невыясненным причинам был арестован. Предположительным и возможным поводом могла быть готовящаяся публикация «Комментариев к „Лузиадам“». Выходу работы препятствовала инквизиция, требовавшая запрещения издания. Несмотря на это, публикация состоялась в марте 1638 года (1639?). После теологического анализа был сделан вывод, что книгу не только не следует запрещать, напротив — её автор достоин всяческих похвал. «Комментарии» пустили в продажу. В свою защиту автор за 15 дней подготовил ответ, вышедший под названием Informacion a favor de Manuel de Faria e Sousa… sobre la acusacion que se hizo en el Tribunal dei Santo Oficio de Lisboa a los commentarios que docta y judiciosa, catholicamente escrevia a las Luziadas dei doctissimo y profundissimo y solidissimo poeta christiano Luiz de Camoens (1640). Над изданием комментированной поэмы «Лузиады» работал с 1614 года, потратив на составление 25 лет, пока в Мадриде не было напечатано её 1-е издание в 1639 году (1638?). 
Одна из первых серьёзных работ была напечатана в 1628 году под названием Epítome de las Historias Portuguesas, а её 3-е издание вышло под титулом Historia del Reyno de Portugal (1730?).
Кроме того составил сочинения по истории португальских завоеваний в Африке, Азии и Бразилии. Хронология событий о завоевании Африки охватывает период от правления Жуана I до 1562 года. Работа по истории Бразилии America Portugueza была утеряна и не издана. Описания правлений вице-королей и губернаторов Португальской Индии в последнем третьем томе «Португальской Азии» заканчиваются 1640 годом, отправкой Жуана да Силвы Телеша и Менезеша на Восток. Составил каталог португальских писателей (823 автора) Cathalogo de los Escritores Portuguezes.
При издании поэзии Камоэнса Фария-и-Соза использовал, по оценке А. Ж. Сарайвы и О. Лопеша, «смелый» критерий, выраженный словами «я отношу [к написанному Камоэнсом] всё то, что несёт в себе хотя бы лёгкую его тень». Таким образом, в изданные после смерти составителя «Рифмы Камоэнса» (Rimas de Camões, 1-я и 2-я части 1685—1689) были включены сочинения, признанные написанными иными авторами, в основном Диогу Бернардешем (Diogo Bernardes), которые Фария-и-Соза считал украденными «у моего поэта». В настоящее время практически невозможно узнать, в какой мере Фария-и-Соза произвольно определял авторство (исключая случаи, когда имя автора фигурирует в других изданиях), но это не является основанием для того, чтобы a priori  исключать его мнение. Проблема определения авторства поэзии Камоэнса не решена до сих пор. Всё-таки юбилейное памятное издание «Рифм» 1972 года вышло с комментариями Фарии-и-Созы. Без цитирования изданий Фарии-и-Созы не может обойтись ни одно серьёзное исследование творчества Камоэнса.

## Основные труды
- 1624—1627 — Fuente de Aganipe y Rimas Várias (поэзия в 7 томах на кастильском языке, включая эклоги на португальском)[15]
- 1624 — Noches Claras, Divinas y Humanas Flores (новелла)
- 1639 — Lusíadas de Luís de Camoens, Príncipe de los Poetas de España, Полное название: Luziadas de Luiz de Camoens, principe de los poetas de España. Al rey nuestro señor Felipe Quarto, el grande. Comentadas por Manuel de Faria e Sousa, caballero de la orden de Christo y dela casa real

Изданы посмертно
- 1666—1675 — Ásia Portuguesa, 3 vol.
- 1667 — Europa Portuguesa, 3 vol. (1-е издание Lisboa, Henrique Valente de Oliveira)[16]
- 1681 — África Portuguesa. Lisboa, Antonio Craesbeeck de Mello

Обширная библиография работ представлена в биографических справочниках Bibliotheca Lusitana и Portugal. Заслуга в посмертных публикациях принадлежит одному из сыновей историка, Педру, который переехал в Португалию и был хорошо принят королём Жуаном IV.

## Переводы
Дж. Стивенс перевёл на английский язык «Португальскую Азию» (Лондон, 1695) и «Историю Португалии» (Лондон, 1698).

## Издания
- Faria y Sousa M. de. Ásia Portuguesa :  [исп.] : en III v. / Manuel de Faria y Sousa. — Lisboa : Henrique Valente de Oliveira, 1666. — Vol. I. — [32], 396, [42] p.
- Faria y Sousa M. de. Ásia Portuguesa :  [исп.] : en III v. / Manuel de Faria y Sousa. — Lisboa : Antonio Craesbeeck de Mello, 1674. — Vol. II. — 970 p.
- Faria y Sousa M. de. Ásia Portuguesa :  [исп.] : en III v. / Manuel de Faria y Sousa. — Lisboa : Antonio Craesbeeck de Mello, 1675. — Vol. III. — 568 p.
- Faria y Sousa M. de. Europa Portuguesa :  [исп.] : en III v. / Manuel de Faria y Sousa. — 2.ª edicion. — Lisboa : Antonio Craesbeeck de Mello, 1678. — Vol. I. — [8], 492 p.
- Faria y Sousa M. de. Europa Portuguesa :  [исп.] : en III v. / Manuel de Faria y Sousa. — 2.ª edicion. — Lisboa : Antonio Craesbeeck de Mello, 1679. — Vol. II. — [8], 624 p.
- Faria y Sousa M. de. Europa Portuguesa :  [исп.] : en III v. / Manuel de Faria y Sousa. — 2.ª edicion. — Lisboa : Antonio Craesbeeck de Mello, 1680. — Vol. III. — [10], 442 p.